# Upogebia stellata
Upogebia stellata är en kräftdjursart som först beskrevs av Montagu 1808.  Upogebia stellata ingår i släktet Upogebia och familjen Upogebiidae. Enligt den svenska rödlistan är arten otillräckligt studerad i Sverige. Arten förekommer i Götaland. Artens livsmiljö är havet. Inga underarter finns listade i Catalogue of Life.